# Hyllus suillus
Hyllus suillus är en spindelart som beskrevs av Tord Tamerlan Teodor Thorell 1899. Hyllus suillus ingår i släktet Hyllus och familjen hoppspindlar. Inga underarter finns listade i Catalogue of Life.